# Espiño (Oimbra)
Espiño es un lugar situado en la parroquia de Videferre, del municipio español de Oimbra, en la provincia de Orense, Galicia.

## Geografía
Uno de los pueblos de la montaña con menor número de habitantes pero la mayor extensión geográfica y conocido por sus habitantes hospitalarios y su vino casero.

### Flora y fauna
Hasta hace quince años aún se podían observar los campos trabajados por bueyes, vacas o caballos en los que se plantaban patatas, cereales o distintos tipos de verduras para consumo propio o como alimento animal (para las gallinas, los cerdos, etc.). Abundan los arbustos llamados Toxos y Xestas usados en otros tiempos como relleno en cuadras y establos.

## Demografía
| Gráfica de evolución demográfica de Espiño entre 2000 y 2023 |
|                                                              |
| Datos según el nomenclátor publicado por el INE.             |

## Festividades
La vendimia y la recogida de castañas son dos épocas muy señaladas en el pueblo al igual que la matanza y la posterior elaboración de chorizos y jamones. Típica es también la estampa de ver a los vecinos en las bodegas degustando el vino de elaboración propia acompañado de pan y un buen jamón casero o queso.
Espiño celebra sus fiestas en honor a San Roque los días 16 y 17 de agosto con gran afluencia de vecinos propios y de poblaciones cercanas como Videferre, Bousés, As Casas dos Montes, Oimbra, Chas, Granja, San Ciprián o incluso la población portuguesa de Soutelinho da Raia (que hasta el año 1668 era española).